# Hertha BSC
Hertha Berliner Sport-Club von 1892 (bedre kendt som Hertha BSC eller Hertha Berlin) er en tysk fodboldklub fra Berlin. Klubben er kendt for dens mærkværdige historie, dens mange loyale fans, samt et stadion der summer af historie. 
Hertha Berlin har hjemmebane på Olympiastadion i Berlin. Stadionet rummer i dag  74.500 tilskuere. Det blev bygget op til de Olympiske lege der skulle afholdes i Tyskland i sommeren 1936. Forud for VM i fodbold 2006 der skulle afholdes i Tyskland, blev stadionet totalt renoveret. Det betød at tilskuerkapaciteten steg fra de oprindelige 55.000 til 74.500. Samtidig blev løbebanens farve omkring fodboldbanen, ændret fra rød til blå for at matche klubbens farver. Klubben spillersæson 2023-24 i 2. Bundesligaen og dens kælenavn er Die Alte Dame (Den Gamle Dame).

## Historie
Klubben blev grundlagt i 1892 under navnet BFC Hertha 1892. I forbindelse med en fusion med Berliner Sport-Club (BSC) opstod det nuværende navn i 1923. Hertha refererer til et dampskib med en blå og hvid skorsten, som en af grundlæggerne havde taget en tur på, og denne tur gav såvel navn som farver til klubben. 
Meget tidligt havde Hertha sportslig succes med blandt andet sejr i det første Berlin-mesterskab i 1905 og senere finaledeltagelse i kampen om det tyske mesterskab i seks sæsoner i træk (1926-1931), som gav sejr i de to sidste. Mod slutningen af 1930'erne falmede klubbens resultater, og det var først mod slutningen af 1950'erne, at klubben igen viste gode resultater. 
Ved starten på Bundesligaen i 1963 var Hertha, som berlinsk mester, umulig at komme uden om, med henblik på en potentiel mester. Men allerede et par år senere blev klubben tvangsnedrykket pga. bestikkelses-sager. Hertha rykkede op igen i 1968 og havde på ny, pæn succes. 
Men igen i 1971 var den gal, idet klubben sammen med flere andre i Bundesligaen viste sig at være indblandet i en skandale om aftalt spil, og i den forbindelse blev det ved en undersøgelse klart, at Hertha havde et kæmpestort økonomisk underskud. Klubben undgik kun akkurat konkurs da man solgte klubbens gamle hjemmebane, "Plumpe". 
På trods af ubehagelige oplevelser fortsatte klubben med at have pæn sportslig succes med blandt andet en 2. plads i Bundesligaen i 1975, semifinaleplads i UEFA Cuppen i 1979 og to finalepladser i den vesttyske pokalturnering i 1977 og 1979. 
I 1980 måtte klubben imidlertid opleve, at der ikke er langt mellem succes og fiasko, da det blev til nedrykning og efterfølgende tretten af de næste sytten sæsoner i 2. Bundesliga'en og endda med to sæsoner i rækken herunder. 
Den sportslige krise blev suppleret med endnu en økonomisk krise med en stor gæld i 1994, der blev afhjulpet med salg af ejendom samt tegning af ny sponsor. 
Fra 1997 til 2010 holdt klubben sig i Bundesligaen med placeringer i den bedre halvdel af rækken samt en række deltagelser i UEFA Cuppen. I 2010 sluttede man dog sidst i rækken og måtte en tur ned i 2. Bundesliga.
Hertha Berlin er kendt for sit gode talentarbejde, og har igennem de seneste år udviklet en lang række spillere, som i dag er fast inventar i både Bundesligaen og på diverse tyske ungdomslandshold.

## Nuværende spillertrup
Oversigten er opdateret til og med 12. februar 2022
| Nr. | Land       | Position | Spiller                  |
| --- | ---------- | -------- | ------------------------ |
| 1   | Tyskland   | MM       | Alexander Schwolow       |
| 2   | Slovakiet  | FO       | Peter Pekarík            |
| 3   | Norge      | FO       | Fredrik André Bjørkan    |
| 4   | Belgien    | FO       | Dedryck Boyata (Anfører) |
| 5   | Tyskland   | FO       | Niklas Stark             |
| 6   | Tjekkiet   | MI       | Vladimír Darida          |
| 7   | Tyskland   | AN       | Davie Selke              |
| 8   | Tyskland   | MI       | Suat Serdar              |
| 10  | Holland    | MI       | Jurgen Ekkelenkamp       |
| 11  | Frankrig   | AN       | Myziane Maolida          |
| 12  | Tyskland   | MM       | Nils Körber              |
| 13  | Tyskland   | FO       | Lukas Klünter            |
| 14  | Algeriet   | AN       | Ishak Belfodil           |
| 17  | Tyskland   | FO       | Maximilian Mittelstädt   |
| 18  | Argentina  | MI       | Santiago Ascacíbar       |
| 19  | Montenegro | AN       | Stevan Jovetić           |

| Nr. | Land     | Position | Spiller              |
| --- | -------- | -------- | -------------------- |
| 20  | Tyskland | FO       | Marc-Oliver Kempf    |
| 21  | Tyskland | FO       | Marvin Plattenhardt  |
| 22  | Norge    | MM       | Rune Jarstein        |
| 23  | Tyskland | AN       | Marco Richter        |
| 27  | Ghana    | MI       | Kevin-Prince Boateng |
| 28  | Frankrig | AN       | Kélian Nsona         |
| 29  | Frankrig | MI       | Lucas Tousart        |
| 30  | Sydkorea | AN       | Lee Dong-jun         |
| 31  | Tyskland | FO       | Márton Dárdai        |
| 32  | Danmark  | MM       | Oliver Christensen   |
| 35  | Tyskland | AN       | Marten Winkler       |
| 36  | Schweiz  | AN       | Ruwen Werthmüller    |
| 39  | Tyskland | MI       | Julian Albrecht      |
| 40  | Tyskland | FO       | Jonas Michelbrink    |
| 41  | Tyskland | MI       | Jonas Dirkner        |
| 46  | Tyskland | AN       | Anton Kade           |
| —-  | Kroatien | MI       | Ivan Sunjic          |

### Udlånt
| Nr. | Land     | Position | Spiller                                |
| --- | -------- | -------- | -------------------------------------- |
| —   | Paraguay | FO       | Omar Alderete (Udlånt til Valencia)    |
| —   | Belgien  | AN       | Dodi Lukebakio (Udlånt til Wolfsburg)  |
| —   | Holland  | MI       | Javairô Dilrosun (Udlånt til Bordeaux) |
| —   | Tyskland | MI       | Arne Maier (Udlånt til Augsburg)       |

| Nr. | Land     | Position | Spiller                                    |
| --- | -------- | -------- | ------------------------------------------ |
| —   | Tyskland | AN       | Jessic Ngankam (Udlånt til Greuther Fürth) |
| —   | Holland  | AN       | Daishawn Redan (Udlånt til PEC Zwolle)     |
| —   | Polen    | AN       | Krzysztof Piątek (Udlånt til Fiorentina)   |
| —   | Holland  | FO       | Deyovaisio Zeefuik (Udlånt til Blackburn)  |
| —   | Tyskland | FO       | Jordan Torunarigha (Udlånt til Gent)       |

## Danske spillere i Hertha Berlin
- Ole Rasmussen
- Jørgen Kristensen
- Henrik Agerbeck
- Kevin Stuhr Ellegaard
- Dennis Cagara
- Oliver Christensen
- Gustav Christensen

## Andre sportsgrene
Hertha BSC Berlin har ud over fodbold også afdelinger for bordtennis, boksning, ishockey og beachvolley.